# Android One S10
Android One S10 (アンドロイド ワン エステン) は、Googleと京セラによって共同開発され、Y!mobileから発売されたAndroidスマートフォン。製造型番はS10-KY。

## 概要
Googleが提供するAndroid Oneシリーズの端末の一つとして、2023年1月19日にY!mobileから発売された。
Y!mobileで発売された価格は定価31680円 (税込)
本機種は前作Android One S9と同様に端末に抗菌・抗ウイルス塗装が施されている。また国内メーカー製の泡ハンドソープでの洗浄やアルコールシートを使用した除菌も可能で清潔に保つことができる。
SIMカードの構成は2枚の物理SIMか一枚の物理SIMとeSIMが使用できる。
Android One S10は低価格ながら発売から24カ月間に最低1回以降のOSアップデートと発売から3年間のセキュリティパッチ配信が保証されている。
キャッチコピー「超スピード充電＆進化した抗菌・抗ウイルスコート」

## 沿革
- 2023年
  - 1月19日に発売[4]
  - 翌年3月25日Android 14配信開始[5]

## その他の仕様

### SIM
- nano-SIM2枚
- esim[6]

### 対応周波数
出典
- 5G：n3/n28/n77/n78/n79
- 4G/LTE：B1/2/3/4/5/8/12/18/19/28/39/41/42
- 3G：1/2/4/5/8[7]
- Wi-Fi - a/b/g/n/ac（2.4GHz/5GHz）[8]

### 比吸収性(SAR)
- 側頭部：0.353W/kg
- 体に装着した場合：0.889W/kg[9]

### 防水・防塵・耐衝撃性能
出典
- 防水 IPX5／IPX8
- 防塵 IP6X
- 耐衝撃 MIL規格準拠 [10]